# 全日本剣道道場連盟
一般財団法人全日本剣道道場連盟（ぜんにほんけんどうどうじょうれんめい）は、日本における少年少女の剣道道場を統括し、剣道の普及、指導者の養成、全国剣道大会の開催を通じて、青少年の剣道競技等を促進するために活動する法人。元文部科学省所管。

## 概要
財団法人全日本剣道道場連盟ホームページより

- 1962年5月4日 - 発足
- 1974年10月29日 - 財団法人化（旧文部省所管）
- 国内2,142団体が加盟（2013年4月1日現在）

## 年間活動

### 主催大会
- 全国道場少年剣道大会（全国大会）
- 全国道場対抗剣道大会（道場対抗）
- 全日本小・中学生女子選抜剣道個人錬成大会（女子個人）
- 毎日レディース剣道大会（女子オープン大会）

### 講習会
- 全国選抜少年剣道合宿錬成会
- 居合道講習会
- 剣道指導者研修会
- 各地区剣道道場指導者講習会

## 錬成会館
全日本少年剣道錬成会館は、1985年に全国約2,000団体の道場主と全国約100万人の少年少女剣士の浄財をもとに、 日本船舶振興会（現在の公益財団法人日本財団）の補助金及び財団法人全日本剣道連盟の協力を得て、東京都日野市に設立された。
1階
道場（150畳）、図書室、食堂、浴室等
2階
研修室、宿泊施設（和室14室、40名程度収容可）